# 刀剣乱舞無双
『刀剣乱舞無双』（とうけんらんぶむそう）は、2022年2月17日にDMM GAMESより発売された、Nintendo Switch、DMM GAME PLAYER用アクションゲーム。刀剣育成シミュレーションゲーム『刀剣乱舞 -ONLINE-』（以下、原作と称す）と、コーエーテクモゲームスから発売されている無双シリーズとのコラボレーション作品。敵対組織である「時間遡行軍」の襲撃を受けた、刀の付喪神である「刀剣男士」たちが、「時の政府」に齎された任務「強襲調査」に乗り出す。
刀剣乱舞のメディアミックスで初のコンシューマーゲーム。企画から5年の歳月を経て実現した無双シリーズとなっており、普段アクションゲームに触れない客層でも遊べるように同シリーズの他のゲームと比べても簡易でシンプルな作りとなっているほか、見た目の華麗さや演出面に力を入れている。また、本作の開発では、原作にて女性ファンが多数を占めることも意識された。
本作はゲーム雑誌『週刊ファミ通』新作ゲームクロスレビューにてゴールド殿堂入りした。また『週刊ファミ通』の発表した2022年2月14日から20日までの売上では週間113159本で1位を記録した。同誌で発表された2022年2月の販売本数は、122890本で月間3位を記録した。
本項では一般用語と異なる意味で使われる用語が存在する。そのため、用語には本来の言葉へのリンクを貼り、独自の言葉の意味は適宜説明を補足する。

## システム

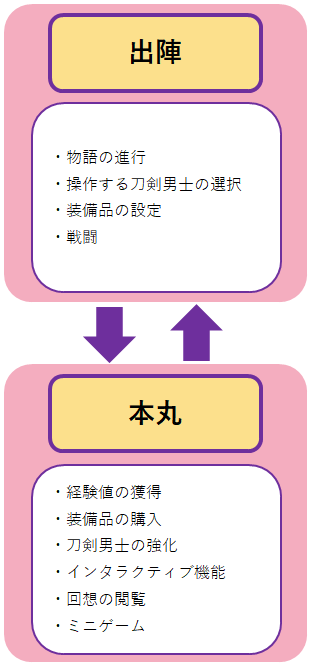
ゲームの進行と機能をまとめた表（フォトモード除く）

本作は刀剣乱舞の物語でも稀な「審神者」が登場しないとなっている。これは本作ではプレイヤーごとの本丸という世界観がある原作と異なり、同じ世界を楽しむゲームであることから設定された。また、プレイヤーのシナリオへの没入感を高めるために、物語に明確な順序が設けられている。本作では物語を進めるときは俯瞰で、戦闘時は刀剣男士に成り代わる形でゲームが進行する。
戦場には基本的に2人で挑む。戦闘では出陣する戦場と自身の操作する刀剣男士を選択した後に、もう1人の刀剣男士でAIが操作する「バディ」を選択する。基本的には部隊から操作する刀剣男士とバディを選択する。また、2回目以降は任意の刀剣男士での挑戦が可能となる。
本作では1ステージごとに短くテンポを重視して制作されている。1ステージ当たり3マップ程度に分割され、複数のステージを跨ぐ形で進行する。本作は難易度設定が可能で、易しい、普通、難しいの3段階が存在する。本作では今までの無双シリーズにはなかった「簡単モード」という、1つのボタンを連打することで攻撃や回避をAIがサポートする仕組みが備わっている。道に迷った場合はこんのすけによる道案内「こんのすけナビ」で行先が分かるようになっている。ステージによっては「未解析戦場」と呼ばれる、戦場での謎解きが必要な場面も存在する。物語の都合上、他のプレイヤーとの協力や対戦のためのシステムは搭載していない。
戦闘は「通常攻撃」と「強攻撃」の組み合わせで構築された、無双シリーズでは一般的なものとなっている。敵への攻撃と被ダメージが溜まることによって、画面左下にある「必殺技ゲージ」が上限に達すると、必殺技を放つことができる。刀剣男士は戦闘中に一定以上のダメージを受ける、あるいは強い敵による特定の攻撃を受けることで、見た目に傷や汚れが付いた「負傷状態」に陥る。負傷状態の最中は必殺技ゲージが溜まりやすい状態となっている。本作はバディとの連携によるアクションが設定されている。2人で戦う間「双刀連携ゲージ」と呼ばれるものが溜まる。これが一定以上溜まると、2人で「双刀連携」ができるようになる。この間刀剣男士は無敵状態となり、アクションの内容も変化する。双刀連携ゲージがゼロになるか、任意のタイミングでボタンを押すと、強力な攻撃である「双刀必殺」が発動する。ライターのCJ Andriessenは『デストラクトイド』にて、本作では原作でプレイヤーが想像していた戦闘をハックアンドスラッシュで再現したと述べている。
刀剣男士の拠点である「本丸」では、「自動場所切替」で刀剣男士の様子を見ることができたり、刀剣男士にインタラクティブ機能を使ったりすることができる。また刀剣男士の戦力強化や装備品の購入、ミニゲームなどができる。任務後本丸に帰城すると、本丸であらかじめ配置されている刀剣男士に経験値が加算される。ゲームが進むにつれて、小判や素材といった報酬が増加する。本丸はストーリーが進むと新しい施設が解放される。本丸の同じ部屋に刀剣男士を配置しておくと、刀剣男士同士の間で絆レベルが蓄積される。絆レベルは一定まで到達すると、刀剣男士同士の交流である「絆会話」が閲覧できる。絆会話はすべての刀剣男士同士でレパートリーが存在し、一度開放した絆会話は本丸メニューの「回想」にて何度でも再生することができる。回想では他にも楽曲や刀剣男士の音声の再生ができる。ミニゲームは8つ搭載されており、結果に応じて報酬が得られる。刀剣男士の「強化」は、パネル開放によって広がるスキルツリーを用いて行う。今までの無双シリーズとは異なり、武器の変更や複数所持はできない。
本作は他の無双シリーズ同様、ゲーム内の様子が撮影できる「フォトモード」が実装されている。戦闘中にフォトモードを起動すると、時間が停止するようになっている。ただし、必殺技のカットシーンや本丸では、カメラの回転機能などが制限されている。撮影した画像はスタンプやフィルターで加工ができる他、画角、被写界深度、フレーム、ロールやズームなどの設定も可能となっている。画像はソーシャル・ネットワーキング・サービスに投稿することができる。

## 物語
本作は章立てのストーリーとなっており、章ごとに初回で挑戦できる部隊が決まっている。5つの部隊にそれぞれ課題とその解決を設定し、それらがまとまるようなシナリオとなっている。序章と最終章を除くと5章で構成されている。章立てはセーブデータによると、下記の通りとなっている。
|  | 章    |   | 章題     |   | 初回で挑戦する部隊 |
|  | 第1章 | - | 伯仲の章 | - | 第5部隊            |
|  | 第2章 | - | 孤狼の章 | - | 第4部隊            |
|  | 第3章 | - | 天命の章 | - | 第3部隊            |
|  | 第4章 | - | 惜別の章 | - | 第2部隊            |
|  | 第5章 | - | 残影の章 | - | 第1部隊            |

### あらすじ
西暦2205年。過去への干渉により歴史を変えることを目的とする「歴史修正主義者」は、時間遡行軍を率いて過去へ侵攻していた。これに対抗すべく時の政府は、物の心を励起する力を持つ審神者に刀剣男士を励起させ、彼らを過去に送り込むことで時間遡行軍による侵攻を阻止しようとしていた。とある本丸にて平穏に過ごしていた刀剣男士と、彼らを束ねる審神者は、時間遡行軍による襲撃を受ける。刀剣男士たちは激戦の末、時間遡行軍を退ける。一方で、本丸の損傷と戦力の喪失、審神者の失踪という被害を被ることとなる。残された15振りの刀剣男士は、本丸を漂流状態にさせることで時間遡行軍から本丸を隠し、審神者の残した「歌」を支えとして好機を伺っていた。春を迎え、再び時間遡行軍を撃退した刀剣男士たちは、審神者に歴史の守護を命じた時の政府の使いであるこんのすけを通じて、強襲調査を命じられる。希望を胸に、刀剣男士たちは戦国時代へタイムスリップし、戦いに身を投じる。
戦国時代で任務を進めていた第5部隊と第4部隊はそれぞれ、山姥切国広の姿を持つ人物、面影と接触する。面影は試験的に複数の刀剣の逸話をひとまとめにして複数の人格を保持した刀剣男士で、過去の激しい戦闘により、その一部が欠落した状態となっていた。こんのすけの指示により、面影は本丸に合流し、強襲調査に参加することとなる。出陣先を「夢」の世界と看破し、5つの偽りの歴史をすべて正史の流れに戻した本丸一行は、本丸に攻め込んできた時間遡行軍と「蟲」を撃退する。しかし、これによって本丸が敵の標的となってしまったため、一行は敵を殲滅すべく夢の世界に乗り込む。
夢の世界で一行は、面影の欠落した一振りこと、黒の面影と相見える。黒の面影は、面影が畜生塚での調査で自刃した者たちに共感した際に、時間遡行軍による強襲で面影から抜け落ちた。結果面影の元の持ち主の一人である豊臣秀次の自刃を夢の起点にして、夢の世界の主となり、時間遡行軍の侵攻に加担していた。加えて、強襲調査での出陣が、自分たちの消滅さえ厭わないものであることに一行は気付く。事の顛末に気付き、自力で物事を解決しようと単独行動をしていた面影と合流した一行は、紆余曲折の末偽史である江戸の陣に辿り着く。そこに黒の面影が現れ、江戸の陣が夢の終着点であり、先に進むと夢から脱出できなくなることを説明する。黒の面影はこの夢の目的が刀剣男士を誘い込むことにあると述べ、一行は政府との通信が不可能となる。
審神者の戻る場所である本丸を守るべく、一行は黒の面影を追う。その様子に黒の面影が心動かされるも、黒の面影は蟲に取り込まれる。一行は自分たちの調査に寄り今後被害が減ることをこんのすけに確認し、面影は三日月宗近に自分が迎えに行くため黒の面影を斬らないという約束を取り付ける。蟲を討伐した後、面影は黒の面影を自身に取り込み、夢の世界と本丸を切り離す。一行は夢の世界に面影を残し、本丸へと帰還していった。

## 登場キャラクター
原作では6人で1つの部隊を編成するが、今回は時の政府の指示と強襲調査の性質上、変則的な形を取っている。戦闘時は刀種ごとに異なる動作をするように設定されているが、特定の刀剣男士でないとステージが突破できないなどの制限はない。また操作の難易度も刀剣ごとに異なることがないように設定されている。
本項では、まず各部隊の隊長1人を冒頭に記載する。次いで五十音順に刀剣男士を記載し、最後に他の登場キャラクターについて触れる。キャストの出典は本作のエンディングクレジットのCASTによる。

### 刀剣男士

#### 第1部隊
- 三日月宗近（声：鳥海浩輔）
  - マイペースな性格の太刀[38]。瞳には刀身の打ち除けの三日月が映っている[38]。舞のような優雅な動作で戦う[39]。
- 千子村正（声：諏訪部順一）
  - ミステリアスな振る舞いの打刀[38]。理由をつけて脱衣しようとする癖がある[38]。妖艶かつ豪快な戦闘を行う[39]。
- 蜻蛉切（声：櫻井トオル）
  - 素朴で誠実な性格の槍[40]。千子村正の理解者[40]。重みのある攻撃を特徴とする[39]。

#### 第2部隊
- 歌仙兼定（声：石川界人）
  - 文化人を称する打刀[41]。力づくで物事を解決しようとするきらいがある[41]。優雅さの中に力強さを備えた戦い方を特徴とする[42]。
- 一期一振（声：田丸篤志）
  - 同じ藤四郎作の刀から一番上の兄の意でいち兄（にい）と呼ばれる太刀[41]。戦闘では突きを主体とする[43]。
- 鯰尾藤四郎（声：斉藤壮馬）
  - 意志が強く、前向きな性格の脇指[26]。戦闘ではアクロバティックな動作や、名前にちなんで雷を纏った攻撃を特徴とする[42]。
- 日向正宗（声：梶裕貴）
  - 梅干しづくりが得意な短刀[26]。戦闘では地上と空中の往来の中、緩急と躍動感のある動作を見せる[42]。

#### 第3部隊
- へし切長谷部（声：新垣樽助）
  - 主君への忠誠に厚い打刀[44]。汚れ仕事も行う[44]。本作に登場する刀剣男士の中で最速を誇る[42]。
- 巴形薙刀（声：野島裕史）
  - 性格面では人としての要素が薄い薙刀[45]。自身の主君に対して過保護な傾向がある[45]。戦闘中はしなやかな動作を見せる[46]。
- 薬研藤四郎（声：山下誠一郎）
  - 冷静沈着な性格の短刀[45]。医術を心得る[45]。瞬発力と力強さに加え、足払いなど臨機応変な戦い方も可能とする[46]。

#### 第4部隊
- 鶴丸国永（声：斉藤壮馬）
  - 鶴のような白い衣装が特徴的な太刀[47]。軽やかさと技巧で相手を翻弄して戦う[39]。
- 大倶利伽羅（声：古川慎）
  - 1人を好む性格の打刀[48]。同じ部隊の2人とは伊達家にいた頃からの縁がある[48]。戦闘では我流の剣術を用いる[39]。
- 燭台切光忠（声：佐藤拓也）
  - 身だしなみに気を遣う伊達男の太刀[47]。主に居合や抜刀術を用いて戦う[46]。

#### 第5部隊
- 山姥切国広（声：前野智昭）
  - 刀としてオリジナルでないことにより捻くれた性格の打刀[49]。鞘を用いた二刀流で戦う[46]。
- 山姥切長義（声：高梨謙吾）
  - 自分に自信があり、臆さない性格の打刀[49]。山姥切国広と同じく二刀流で戦うが[39]、挑発的な仕草や大ぶりな攻撃を行う[46]。

### その他
- 面影（おもかげ）（声：寺島拓篤／キャラクターデザイン：山本麻美[50]）
  - 大太刀を使って戦うプレイアブルキャラクター[2]。儚げな雰囲気を醸し出す、冷静沈着な性格の人物[2]。戦闘中に「鏡像」を生み出し、鏡像と共に攻撃する[51]。
- こんのすけ（声：山口勝平）
  - 本丸に新しく配属された管狐[33]。出陣先の案内などを行う[33]。

#### 時間遡行先の人々
- 羽柴秀吉 - 声：園部啓一
- 黒田官兵衛 - 声：山崎たくみ
- 石田三成 - 声：井上剛
- 伊達政宗 - 声：花輪英司
- 織田信長 - 声：てらそままさき
- 真田幸村／赤の忍者 - 声：水島大宙
- 淀殿 - 声：石上静香
- 明智光秀 - 声：相沢まさき
- 羽柴秀次 - 声：岡野浩介
- 細川忠興 - 声：佐々木拓真
- 片倉小十郎 - 声：最上嗣生
- 徳川家康 - 声：辻親八
- 黒田長政 - 声：四宮豪
- 徳川秀忠 - 声：奈良徹
- 松永久秀 - 声：チョー
- 織田信忠 - 声：川村拓央
- 島左近 - 声：木村雅史
- 本多忠勝 - 声：鶴岡聡
- 豊臣秀頼 - 声：佐々木拓真
- 細川ガラシャ - 声：石上静香
- 長尾顕長 - 声：最上嗣生
- 服部半蔵 - 声：奈良徹

## 音楽
本作の楽曲はすべてオリジナルとなっている。イメージ・ボーカルアルバムとサウンドトラックは同時購入と単独購入でそれぞれ購入特典が設定された。本項では刀剣男士と面影の楽曲参加について、キャラクター名で記載する。
イメージ・ボーカルアルバムはオープニング・エンディング曲に、エンディング2曲のボーカルアレンジ、ゲーム中の部隊曲に刀剣男士の独白を入れたインストアレンジ5曲が収録されている。オープニングとエンディングは、原作で「近侍曲」を制作している志方あきこが担当した。このうちオープニングは、2022年1月7日に配信されたプロモーションビデオにて先行公開された。
オープニング曲は物語の始まりからくるエネルギッシュさと、戦闘での凛々しさを表現したと志方は述べている。エンディング曲の『誉』は、誉を表現するためにシナリオと絡めて戦いの中で失った仲間を思わせる徒桜と、サビで希望を暗喩する炎を使用している。もう一つのエンディング曲である星霜では、長い時間の中で会者定離を繰り返しながら歴史を守り続ける姿を俯瞰的に描いたとしている。
イメージ・ボーカルアルバム制作にあたり、ゲーム上での各部隊の活躍をテーマとした楽曲が収録されている。部隊ごとの楽曲では物語の中での部隊の様子をダイジェストで楽しめるよう、刀剣男士の独白や刀剣男士のテーマ曲からフレーズを引用して楽曲に織り込むなどしている。各部隊のテーマは以下の通り設定されている。
| 部隊    | テーマ                       |
| ------- | ---------------------------- |
| 第1部隊 | ひそやかな強さ               |
| 第2部隊 | 風雅をともにわけあう         |
| 第3部隊 | 仲間と切磋琢磨する           |
| 第4部隊 | 軽やかに難関をこえる連携の妙 |
| 第5部隊 | ふたり、並び立つ             |

| #   | タイトル                   | 作詞       | 作曲                               | 編曲       | コーラス／声の出演                                 | 時間 |
| --- | -------------------------- | ---------- | ---------------------------------- | ---------- | -------------------------------------------------- | ---- |
| 1.  | 「OP曲『千紫万紅』」       |            | 志方あきこ                         | 志方あきこ | 志方あきこ／（なし）                               | 1:37 |
| 2.  | 「ED曲『誉』」             | 志方あきこ | 志方あきこ                         | 志方あきこ | 志方あきこ／（なし）                               | 2:56 |
| 3.  | 「ED曲『星霜』」           |            | 志方あきこ                         | 志方あきこ | 志方あきこ／（なし）                               | 2:08 |
| 4.  | 「第一部隊曲『皓月千里』」 |            | 志方あきこ、コーエーテクモサウンド | 志方あきこ | （なし）／三日月宗近、千子村正、蜻蛉切             | 3:03 |
| 5.  | 「第二部隊曲『鏡花水月』」 |            | 志方あきこ、コーエーテクモサウンド | 志方あきこ | （なし）／歌仙兼定、一期一振、鯰尾藤四郎、日向正宗 | 3:51 |
| 6.  | 「第三部隊曲『紫電一閃』」 |            | 志方あきこ、コーエーテクモサウンド | 志方あきこ | （なし）／へし切長谷部、薬研藤四郎、巴形薙刀       | 4:42 |
| 7.  | 「第四部隊曲『万里一空』」 |            | 志方あきこ、コーエーテクモサウンド | 志方あきこ | （なし）／鶴丸国永、燭台切光忠、大倶利伽羅         | 3:55 |
| 8.  | 「第五部隊曲『勢力伯仲』」 |            | 志方あきこ、コーエーテクモサウンド | 志方あきこ | （なし）／山姥切国広、山姥切長義                   | 3:18 |
| 9.  | 「『誉〜胡蝶の夢〜』」     | 志方あきこ | 志方あきこ                         | 志方あきこ | 志方あきこ／（なし）                               | 4:39 |
| 10. | 「『星霜〜雪月花〜』」     | 志方あきこ | 志方あきこ                         | 志方あきこ | 志方あきこ／（なし）                               | 5:22 |

本作のBGMは和楽器を中心に構成され、それにアクションの華やかさを加えるためにピアノと弦楽器を追加した。サウンドディレクターの比良彩那によると、本作の楽曲は原作の音楽の空気感と、本作らしさの両立を求めて制作された。『ShackNews』のライターであるDonovan Erskineは音響について、激しい曲調とキャラクターたちの叫びや咆哮によって、戦場が生き生きと表現されたと述べている。
戦闘中の楽曲は、リズムを意識して制作された。戦闘でのメインテーマにはDisk1「2 百花繚乱」を据えた。Disk2の章の名前を冠している楽曲は、各章に登場する戦国武将の黒田官兵衛、伊達政宗、織田信忠、石田三成、真田幸村をイメージして作られた。
襟川は本作でやりたかったことの一つとして、刀剣男士ごとのテーマ曲の制作を挙げている。これは戦闘の特定のタイミングで流れるようになっている。刀剣男士のテーマは各々の性格や特徴を表現している他、関係性の深い男士同士では共通のフレーズを混ぜてそれぞれの関係性を示している。面影についてはDisk1「18 面影の調べ」とDisk2「24 胡蝶の夢」がイメージ曲となっており、「面影の調べ」の曲頭のピアノ音はムービーで音楽演出として利用されている。
Disk3「42 本丸 -暁-」「43 本丸 -東雲-」「44 本丸 -曙-」では本丸で流れる楽曲として、使用楽器の増加や他の楽曲のフレーズを混ぜている。物憂げな雰囲気から仲間が増えて前向きな様子、最後に刀剣男士たちの意志と連帯感を表現したものとなっている。Disk4の最後に収録されている「護り唄」は作中で刀剣男士たちが拠り所としていた歌で、童歌のような温かみと懐かしさを込めて制作された。
| #   | タイトル               | 作詞 | 作曲     | 編曲       | 時間 |
| --- | ---------------------- | ---- | -------- | ---------- | ---- |
| 1.  | 「開幕」               |      | 比良彩那 |            | 2:29 |
| 2.  | 「百花繚乱」           |      | 比良彩那 |            | 3:57 |
| 3.  | 「三日月宗近の調べ」   |      | 比良彩那 |            | 4:16 |
| 4.  | 「千子村正の調べ」     |      | 比良彩那 |            | 3:54 |
| 5.  | 「蜻蛉切の調べ」       |      | 増岡郷太 |            | 4:14 |
| 6.  | 「歌仙兼定の調べ」     |      | 比良彩那 |            | 4:03 |
| 7.  | 「一期一振の調べ」     |      | 藤吉朋美 |            | 3:29 |
| 8.  | 「鯰尾藤四郎の調べ」   |      | 藤吉朋美 |            | 4:21 |
| 9.  | 「日向正宗の調べ」     |      | 比良彩那 | 中村新一郎 | 4:09 |
| 10. | 「へし切長谷部の調べ」 |      | 増岡郷太 |            | 4:49 |
| 11. | 「薬研藤四郎の調べ」   |      | 比良彩那 |            | 3:49 |
| 12. | 「巴形薙刀の調べ」     |      | 増岡郷太 |            | 3:54 |
| 13. | 「鶴丸国永の調べ」     |      | 藤吉朋美 |            | 3:46 |
| 14. | 「燭台切光忠の調べ」   |      | 増岡郷太 |            | 3:33 |
| 15. | 「大倶利伽羅の調べ」   |      | 増岡郷太 |            | 3:21 |
| 16. | 「山姥切国広の調べ」   |      | 比良彩那 |            | 3:41 |
| 17. | 「山姥切長義の調べ」   |      | 比良彩那 |            | 3:42 |
| 18. | 「面影の調べ」         |      | 比良彩那 |            | 3:33 |

| #   | タイトル       | 作詞 | 作曲       | 時間 |
| --- | -------------- | ---- | ---------- | ---- |
| 1.  | 「伯仲の章」   |      | 松村佑樹   | 3:03 |
| 2.  | 「孤狼の章」   |      | 菅谷太一   | 3:24 |
| 3.  | 「天命の章」   |      | 菅谷太一   | 2:23 |
| 4.  | 「惜別の章」   |      | 中村新一郎 | 2:57 |
| 5.  | 「残影の章」   |      | 中村新一郎 | 3:19 |
| 6.  | 「胡蝶の夢」   |      | 比良彩那   | 4:14 |
| 7.  | 「一騎当千」   |      | 増岡郷太   | 3:33 |
| 8.  | 「一気呵成」   |      | 菅谷太一   | 3:27 |
| 9.  | 「悪戦苦闘」   |      | 藤吉朋美   | 3:10 |
| 10. | 「暗中模索」   |      | 増岡郷太   | 2:30 |
| 11. | 「難攻不落」   |      | 松村佑樹   | 2:29 |
| 12. | 「電光石火」   |      | 増岡郷太   | 3:09 |
| 13. | 「絶体絶命」   |      | 松村佑樹   | 3:12 |
| 14. | 「快刀乱麻」   |      | 増岡郷太   | 3:23 |
| 15. | 「輸攻墨守」   |      | 菅谷太一   | 4:36 |
| 16. | 「兵戈槍攘」   |      | 菅谷太一   | 2:49 |
| 17. | 「時間遡行軍」 |      | 比良彩那   | 2:02 |
| 18. | 「竜虎相搏」   |      | 松村佑樹   | 2:50 |
| 19. | 「背水之陣」   |      | 増岡郷太   | 2:59 |
| 20. | 「万死一生」   |      | 比良彩那   | 4:27 |

| #   | タイトル            | 作詞 | 作曲       | 時間 |
| --- | ------------------- | ---- | ---------- | ---- |
| 1.  | 「戦況分析」        |      | 比良彩那   | 3:37 |
| 2.  | 「歴史説明 -偽-」   |      | 松村佑樹   | 2:49 |
| 3.  | 「歴史説明 -正-」   |      | 松村佑樹   | 3:00 |
| 4.  | 「本丸 -暁-」       |      | 比良彩那   | 4:33 |
| 5.  | 「本丸 -東雲-」     |      | 比良彩那   | 4:04 |
| 6.  | 「本丸 -曙-」       |      | 比良彩那   | 3:04 |
| 7.  | 「遊戯」            |      | 比良彩那   | 2:05 |
| 8.  | 「百花繚乱 -幕間-」 |      | 比良彩那   | 2:48 |
| 9.  | 「伯仲の章 -幕間-」 |      | 松村佑樹   | 2:45 |
| 10. | 「孤狼の章 -幕間-」 |      | 菅谷太一   | 3:52 |
| 11. | 「天命の章 -幕間-」 |      | 菅谷太一   | 3:12 |
| 12. | 「惜別の章 -幕間-」 |      | 中村新一郎 | 3:00 |
| 13. | 「残影の章 -幕間-」 |      | 中村新一郎 | 3:08 |
| 14. | 「胡蝶の夢 -幕間-」 |      | 比良彩那   | 3:31 |

| #   | タイトル              | 作詞 | 作曲               | 編曲     | 時間 |
| --- | --------------------- | ---- | ------------------ | -------- | ---- |
| 1.  | 「黎明」              |      | 藤吉朋美           |          | 2:32 |
| 2.  | 「薄明」              |      | 藤吉朋美           |          | 2:32 |
| 3.  | 「推察」              |      | 藤吉朋美           |          | 2:55 |
| 4.  | 「不穏」              |      | 藤吉朋美           |          | 3:15 |
| 5.  | 「緊迫」              |      | 藤吉朋美           |          | 3:35 |
| 6.  | 「勇壮」              |      | 松村佑樹           |          | 3:04 |
| 7.  | 「悲哀」              |      | 松村佑樹           |          | 3:22 |
| 8.  | 「平穏」              |      | 藤吉朋美           |          | 3:54 |
| 9.  | 「剽軽」              |      | 藤吉朋美           |          | 2:52 |
| 10. | 「伝令」              |      | 比良彩那           |          | 2:47 |
| 11. | 「崩落」              |      | 比良彩那           |          | 1:48 |
| 12. | 「時間遡行軍 -幕間-」 |      | 比良彩那           |          | 3:31 |
| 13. | 「竜虎相搏 -幕間-」   |      | 松村佑樹           |          | 2:42 |
| 14. | 「面影 -幕間-」       |      | 比良彩那           |          | 1:15 |
| 15. | 「序幕」              |      | 比良彩那           |          | 1:40 |
| 16. | 「擬態」              |      | 比良彩那           |          | 0:18 |
| 17. | 「面影」              |      | 比良彩那           |          | 1:26 |
| 18. | 「守り刀」            |      | 比良彩那           |          | 0:45 |
| 19. | 「共闘」              |      | 増岡郷太・比良彩那 | 比良彩那 | 0:50 |
| 20. | 「黒の面影」          |      | 比良彩那           |          | 0:43 |
| 21. | 「欠けた一振り」      |      | 増岡郷太・比良彩那 | 比良彩那 | 1:28 |
| 22. | 「決意」              |      | 比良彩那           |          | 2:42 |
| 23. | 「帰城」              |      | 比良彩那           |          | 0:30 |
| 24. | 「護り唄 -自鳴琴-」   |      | 比良彩那           |          | 1:26 |
| 25. | 「護り唄」            |      | 比良彩那           |          | 1:23 |

## 動作環境
本作のプレイに必要な環境について、ライターの藤田忠は2022年の最新世代の10万円台後半から20万円台前半程度のミドルクラスのゲーミングコンピュータで快適にプレイできると述べている。コンピュータ版の本作のプレイ環境について、『GamersRD』ライターのRaphael Garciaは移植は完璧ではないと述べている。Ryzen 5 3600 CPUとNVIDIA RTX 3070のグラフィックスカードの組み合わせという、本作の推奨環境を上回るものであっても、ディスプレイ解像度が1440pで60fpsの状態を一定に保持することができなかった。また、グラフィックの設定も一般的な3段階のもの以外に設定がないと述べている。

## 開発
本作はコーエーテクモゲームスにて無双シリーズの開発を担当するオメガフォースと、女性向けゲームの開発を担当するルビーパーティーのメンバーが集まったチームで開発された。これはそれぞれのチームが別々で開発を実施しているという訳ではなく、2つのチームよりメンバーが集まって開発されている。主な開発はオメガフォースにて行われているが、ルビーパーティーはシナリオとキャラクターの制作で協力する形となった。これは企画がある程度まとまった段階でコーエーテクモゲームス代表取締役社長の鯉沼久史がチームでタッグを組むことをルビーパーティーのブランド長を務める襟川に提案し、それが受け入れられたことによる。開発チームは2020年2月頃に動き出した。

### 企画
2015年5月頃、襟川が原作に熱中したことを契機に、ニトロプラスとDMM GAMESに家庭用ゲームの開発を提案した。当時は無双ではなくアドベンチャーゲームの企画として持ち込まれた。当時は原作がリリースされたばかりで展開の方向性などを模索していた。そのため、すぐに了承は得られなかったものの、話し合いは続けられた。アドベンチャーゲームの企画としては世界観を掘り下げたタイプのものを予定していたが、最終的に企画は頓挫した。しかしニトロプラスからコラボレーションとして、数多の敵を薙ぎ倒すアクションを特徴とする、無双シリーズが提案された。『ファミ通.com』にて2015年10月16日18時から10月20日23時59分まで行ったアンケートで、原作はゲーム部門にて1位を獲得した。このアンケートが制作の後押しの一つとなった。誌上の想像では、約50人の刀剣男士をすべて操作できるようにすることや、初期に選べる5人の刀剣男士を主人公として仲間を増やすといったイメージが記されている。他にも検非違使の討伐による仲間の獲得や、ダメージによる衣装の損傷などの再現への期待も掲載されている。さらには刀の種類ごとの特性の違いや、敵の支配下にある刀剣男士の開放などもストーリーで期待されている。アンケートの内容の抜粋では、刀剣男士の動く姿や、各男士の個別シナリオへの期待が掲載されている。DMMゲームズの花澤雄太は、投票への感謝と実現に向けて検討する旨を述べているものの、時間がかかることについても触れている。同誌に掲載されたインタビューにて、鯉沼は開発の可能性はあるものの、パッケージソフトでの厳しさや別媒体でのアクションゲームを制作する可能性に触れている。2021年12月に出版された雑誌『B's-LOG』によると、襟川が無双シリーズという形で提案したのは5年以上前で、コーエーテクモゲームス社内でプロジェクトとして立ち上がったのが2年前と記されている。開発までの4年間で劇などのメディアミックス展開が拡張し続けたことも追い風になったと襟川は述べている。コーエーテクモゲームスのプロデューサーでオメガフォースのブランド長である庄知彦は、本作は今までの無双シリーズの中でも突出してファンの熱意が強かったと評している。

### シナリオ
シナリオは主にルビーパーティー側で制作され、ベースは開発チームとニトロプラスの間ですり合わせる形で作られた。採用されたシナリオは最初から出た案ではなかったものの、刀剣男士が過酷な戦況を乗り越える物語が作風に合っているとニトロプラスから声が上がった。ニトロプラスの社長であるでじたろうや、コーエーテクモゲームスのゼネラルプランナーの襟川芽衣は、プレイヤーが刀剣男士になったつもりで遊べるとして、審神者のいない状況もあってプレイヤーが感情移入しやすくなると述べている。また、本作はオリジナルキャラクターである面影を入れることによって、シナリオがまとまりやすくなった。襟川は最初のプロットの提案から脚本の完成まで約1年かかったと振り返っている。部隊への配属は刀剣男士の登場後に決められ、一部の刀剣男士は入れ替えが続き、中でも第1部隊の決定には時間を要した。シナリオの順序については、制作途中でいずれの部隊からでもプレイできるようにする案も存在した。庄や、声優の斉藤壮馬は本作のシナリオについて、重くシリアスな内容と評している。
本丸での絆会話については、本作では260本用意されている。初期は減らすことも検討されたが、プレイヤ―の興味を引ける箇所だとしてそのまま制作した。内容は本編が重厚である分、穏やかなやり取りを意識して制作されている。また、刀剣男士の個性を出すために会話中の仕草を調整した他、絆レベルが最大の場合仕草が変わるように設定された。刀剣男士の性格上、自分から話しかける者とそうでない者がいることから、会話の頻度の調整が行われた。

### キャラクター
元々より多くの刀剣男士を登場させるよう企画されていたが、1人ごとに割けるリソースが減ってしまうことやプレイヤーの刀剣男士への感情移入を促すため、登場する刀剣男士の数を絞ることとなった。登場させる刀剣男士は、できる限り多くの刀種を出すことを目標として、内訳の決定に数か月を費やした。背景とする時代にコーエーテクモゲームスが制作を得意とし、さらにファンからの人気も高い戦国時代が選ばれてからは、複数のプロットを用意して登場する刀剣男士を選別した。最終的には刀剣男士同士の関係性や、舞台となる時代の戦国武将と縁のある刀剣男士が選ばれた。Erskineはキャラクターについて、本作は原作におけるキャラクターの個性を色濃く反映しており、プレイヤーのキャラクターへの関心を引くものだと述べている。
本作のオリジナルキャラクターである面影は、シナリオのメインテーマの設定と登場する刀剣男士の新しい側面を引き出すこと、本作ならではの要素の導入を目的に追加された。制作にあたっては紆余曲折があったものの、ミステリアスな雰囲気を醸し出すために顔つきと背中を開いた服装に関してはチーム内で意見が割れずに決定した。ただし、この服装が原因でキービジュアルの決定に最も時間が掛かった。本作のタイトルロゴは面影のイメージカラーである紫を用いたものとなっている。

### グラフィック
本作は無双シリーズの中で華麗に見せることに重点を置いて制作された。コンセプトは“魅せる”ことで、その達成に向けて“華麗なる一閃”がキーワードとして掲げられた。今までのシリーズにキャラクターの造形を合わせると雄々しくなりすぎることから、作風の模索が行われた。
本作ではスタンダードとなるデザインの調整に時間を掛けられた。原作には複数のキャラクターデザイナーがいることから、作風の違いによる頭身やテイストの調整が行われた。原作の2Dのイラストを3Dにする上で、最初にベンチマークとして三日月宗近が制作され、約50000ポリゴンが用いられた。刀剣男士はMayaでモデリングが行われ、ZBrushにて凹凸を作成し、テクスチャではPhotoshopや3D-Coatが用いられた。テクスチャの質感は現実に寄せつつ、形状はデフォルメされ、陰影は原作イラストに合わせて調整された。社内では頭部の三面図を用いて調整を行ったほか、カメラの角度に応じて顔の形状が変化する仕組みが造られた。フェイシャルリグは独自のものを利用した。各制作チームに原作のファンがいたため、確認に特定のスタッフが呼ばれるケースもあった。ビジュアルの制作で最も時間が掛かったのは巴形薙刀で、イラストの作風の反映では薬研藤四郎と一期一振が困難を迎えた。庄は、コラボレーションでなければ3Dモデルあるいはモーション担当から、デザインの変更を要求されるレベルと評している。
衣装が無双シリーズの中でも再現の難易度が高いもので、キャラクターが動いた際の様子や3Dモデルをいかに2Dの元のイラストに近づけるか、調整が重ねられた。一部衣装にアレンジが加えられ、袖や裾、装飾品同士の干渉の調整にも時間が掛かった。ダウンロードコンテンツである内番風装束では装飾が減って刀剣男士の体型が明瞭な分、正面以外の角度から見た際のシルエットにこだわって制作された。刀は現存するものや原作のイラストに基づいて刀のデザインから、刃文、彫り物、目貫、鍔、ハバキなどを作り込んだ。刀は部分の材質ごとにCGのマテリアルを用意、再現した。
刀剣男士のモーションはフォトモードの存在もあり、「指先まで美しく」がコンセプトとして掲げられた。本作は手付けのキーフレームアニメーションと、剣戟ができる役者数名のモーションキャプチャーの組み合わせで制作された。やられモーションなど一部を除き、モーションはほぼすべて刀剣男士ごとに優雅、苛烈といったキーワードを設定した上で作成された。通常状態と負傷状態の切り替えは、モデルをそれぞれ用意し、それに破片のエフェクトを合わせて切り替えを行った。
時間遡行軍については、2Dだったものを3Dにしたところ、襲い掛かってくる様子のインパクトが強かったため、影を入れるなど控えめになるように調整している。本作ではゲンジボタルなど虫のような姿の敵も登場するため、原作で女性のプレイヤーが多いことから、立体視した際に嫌悪感を覚えないように調整が行われた。開発初期からチェックモーションを作成し、破綻しないよう確認を挟みつつモデリングが進められた。実際のゲームではスケール変更や左右反転などを一定範囲内でランダムに設定した、モーションノイズが用いられた。Garciaは無双シリーズの中でも敵キャラクターはボスを含めて、バリエーションや印象深さに欠けると述べている。
背景はアニメ調となるような調整と、フォグなどのポストエフェクト処理による遠近感の設定が行われた。地面に映る影にはカスケードシャドウマップを用いたソフトシャドウで表現され、操作する刀剣男士とバディにはキャラクターの影の区別が付くように個別のシャドウマップが設定された。本丸は、開発初期では原作で刀剣男士と対峙する「奥の間」のみ制作された。後に別の刀剣男士も眺めることができるように本丸の他の設備についても制作することとなった。本丸は原作以外にも戦国時代の建築物に基づいて設計された。戦場では、葛西大崎一揆の山頂から城下町の眺望の制作や、本丸襲撃の際の椅子に短歌を詠むための道具の配置などのこだわりをコーエーテクモゲームスの開発スタッフは『オトメディアSPRING2022』にて述べている。

### 演出
本作では個々の刀剣男士の特徴を反映しているため、無双シリーズの中でもモーション数が多く作られている。コーエーテクモゲームス内の汎用リグに基づき、各キャラクターの服装や装備に合わせたものが使用された。衣装などの揺れる物体はクロスシミュレーションで制御し、不足は補助骨を追加した。それでも大きい布を身に纏う山姥切国広などはモーション中のリセットや、一時的な風や重力などのパラメータの変更が行われた。
必殺技に関して、本作では過去の無双シリーズよりも時間をかけて派手な演出にする、刀剣男士ごとのモチーフを採用するなど、力を入れている。原作で刀剣男士がダメージを受けると確立で発生する「真剣必殺」を本作では必殺技の動作の中でポーズとして登場させている。必殺技を含む戦闘でのモーションは下記の順番で作成された。
1. 字コンテや作成済みモーションに基づいて刀剣男士ごとのエフェクトの形状と見た目を決定
2. 刀剣男士のモデルと合わせて、尺、サイズ、タイミングを調整
3. 2を実機に入れて、光加減、色合い、動作を調整

負傷状態については元々一定量の被ダメージによる発生に限定していたが、レベルの上昇に伴ってプレイヤーの期待している負傷状態が見られなくなることから、敵の強攻撃を受けるという条件を追加した。また負傷状態の描き方も、3Dにしたことによる調整が入り、DMM GAMESやニトロプラスからも意見が出された。負傷状態では刀剣男士の苦悶の表情がアップで画面に映る。戦闘開始時と終了時の抜刀と納刀には、カメラワークやライティングに注力している。これに関して庄は必殺技と同じくらいのこだわりで制作したと述べている。

### 演技
演技について、鯰尾藤四郎と鶴丸国永の2名を担当する斉藤壮馬は、スケジュールの関係で同日に2役分の収録をこなす日があったことをインタビューで振り返っている。また、2人の掛け合いでは斉藤の地声が出てしまうことがあったため、より個性を際立たせるように演技した。収録時間が最も長かったのも斉藤だった。一方で刀剣乱舞に初めて本作で携わることになった山口勝平は、冷静な指示系統のボイスの収録が主に収録され、戦場の雰囲気が分からなかったとインタビューで述べている。山姥切長義を演じる高梨謙吾は、それまで山姥切長義が山姥切国広以外の刀剣男士と関わることがなかったことから、収録によって山姥切長義の今まで見られなかった一面を見られたと述べている。

### 操作性
原作プレイヤーの8割が女性であることもあり、開発発表時よりアクションゲームへ不安が散見されていた。本作はアクションゲームに慣れていないコンシューマー層による操作を考慮している。簡単モードでは強攻撃や回避の実行されるバランスに気を配って制作された。無双シリーズでは広大な戦場で複数のことを同時にこなす必要があり、1ステージあたり20分程度がプレイ時間として想定されているが、本作では1つの戦場が10分程度で攻略できるように設定されている。他の無双シリーズや原作では馬への騎乗が可能だが、本作ではステージの広さの都合上、馬の採用は見送られた。

### ミニゲーム
ミニゲームについては、2人で行うものと1人で行うものに分かれる。仕事ではない遊びやそれに近く、重厚な物語に対しプレイヤーが力を抜けるものが用意された。ニトロプラスは原作で「内番」と呼ばれる馬の世話や畑仕事をこなすタスクが存在するため、庶務を別の場でこなすのであれば内番とは異なるものを用意した方がプレイヤーの混乱を防げると助言した。

## 販売

### 発売前

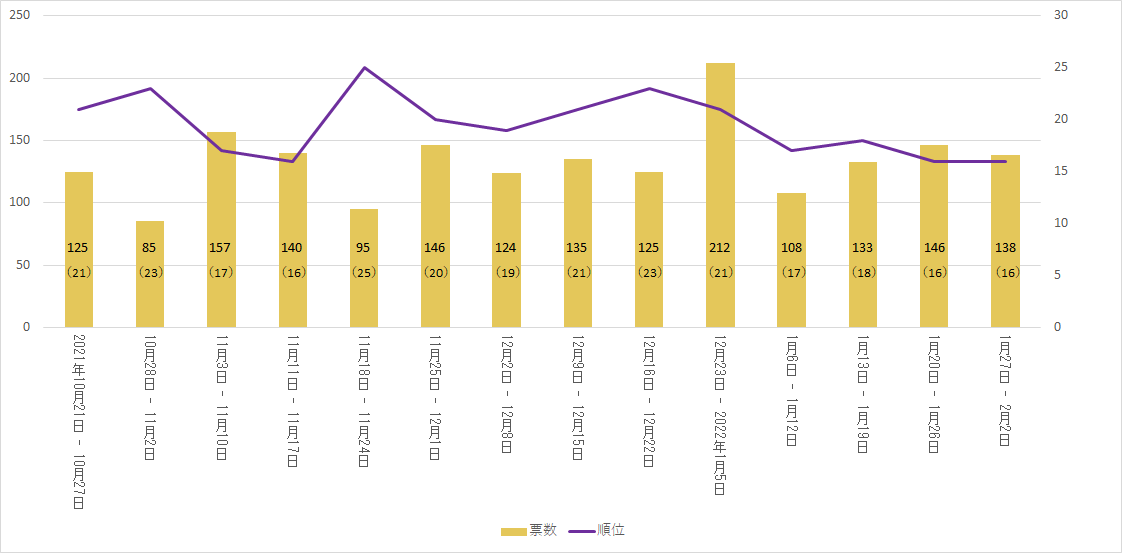
週刊ファミ通「期待の新作 トップ30」ポイントと順位の遷移

本作は2021年8月11日に発売が発表された。発表後IIDの発行する『INSIDE』で「『刀剣乱舞無双』で使用したい刀剣男士は？」というテーマで読者アンケートが実施された。総数9005件の投票で、上位30位までが公開された。本作は雑誌『B'sLOG』2022年2月号の「期待するコンシューマー&PCゲーム」にて、1位を獲得した。
ビックカメラ新宿西口店でゲームコーナーを担当する柳井俊一は、『週刊ファミ通』にて本作の予約が好調で、豪華版（後述）の予約が定員に到達するのが早かったことと、理由がユーザーのメイン層であることに触れている。ビックカメラ池袋本店尾ゲームコーナーを担当する伊藤加奈子は、『週刊ファミ通』にてSwitchの女性購入者層に触れ、原作ファンによる購入への期待感を述べている。
スペシャルコレクションボックス（以下、豪華版と称す）の予約は2021年9月25日午前9時から開始されたが、10時頃にはほぼすべてのオンラインショップで購入できない状態となった。『automaton』の調査によると、30000円以上での転売がAmazonで横行していた。この状況を踏まえて、でじたろうが対応を検討する旨をTwitterに掲載した。10月1日には数に限りがあるものの、増産が決定した。増産分の予約は10月9日より実施された。11月5日から21日まで豪華版の抽選予約を受け付けたエディオンは、応募時にファンなら分かるクイズを用意するなど、シリーズのファンに渡るようにするなどの工夫が報じられた。『automaton』のライターであるAki Nogishiは、刀剣乱舞ファンコミュニティでは過去にも衣料品チェーンストアのしまむらとのコラボレーションでの転売屋と企業とファンの様子について言及し、転売屋に対する対策を企業とコミュニティが持っていると述べている。豪華版に付属するドラマCDについて、怪しい隣人は本作をより楽しめるよう、ダウンロードコンテンツなどで全員が聞けるようにしてほしいと要望を示している。
2022年2月3日からは、セーブデータを本編へ引き継げる体験版の配信が開始された。刀剣男士15人の操作ができる序章がプレイ可能となっている。体験版の配信を記念して、非売品のポスターが当たるフォトキャンペーンが同日から16日にかけて開催された。

### 発売後

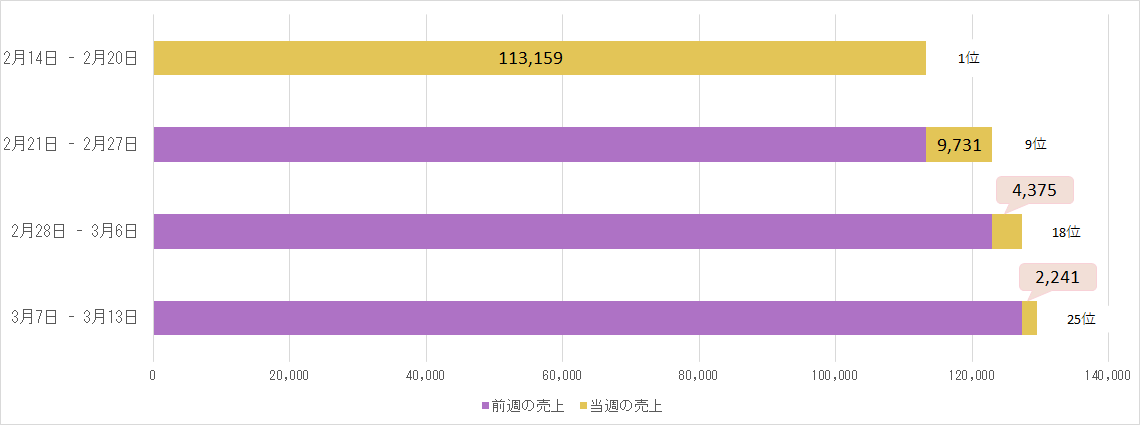
「週刊ファミ通 ゲームソフト＆ハード週間推定販売数トップ30」における週ごとの売上数と順位

2022年2月17日にNintendo Switch版とPC版（税込8778円）、数量限定販売の豪華版（税込17028円）の2種類が販売された。豪華版はゲームソフト、デザイン画集、ハードポーチ、ドラマCDが付属している。店舗ごとの予約特典も発表された。店舗ごとの特典の内いくつかは後日単体での販売予定が報じられた。発売に伴い、Twitterでは「#刀剣乱舞無双体験版フォトキャン」などのキャンペーンが開催された。2022年5月24日には59.99ドルでイギリスとアメリカにて発売された。ダウンロードコンテンツは2022年2月17日から4月末にかけて、原作にて使用されているBGMのアレンジ「追加楽曲」5曲と本丸の背景が変更できる「本丸景趣」5種類、追加衣装の「内番風装束」16種類およびそれらをセットにしたシーズンパスの配信が行われた。2022年5月17日、Steamにて体験版配信の開始と、5月24日からの本編の配信を発表した。
2022年2月の販売本数は、『Pokémon LEGENDS アルセウス』、『ELDEN RING』（PlayStation 4版）に次いで3位となった。ゲオホールディングスが発表したゲオ新品ゲームソフト週間売上ランキングTOP10にて、本作は2022年2月14日から20日までの期間で1位、2月21日から27日の期間で7位を獲得した。ゲオ商品部のバイヤーである武藤崇史は、売り上げの比重は限定版が高いと述べている。本作を発売したコーエーテクモゲームスの2022年3月期の決算は、売上、利益とも過去最高を計上した。
売上高は624億7600万円で前期比19.2パーセント増、経常利益452億7900万円で前期比24.5パーセント増、最終利益332億5800万円で前期比20.8パーセント増となった。
本作では2022年2月2日、実況プレイなどの動画配信における利用制限などを明記した「動画配信ガイドライン」が公開した。5月2日には設けていた公開範囲制限を解除した。本作では推奨環境が低めに設定されていることから、藤田は設定次第ではプレイと同時に実況配信が可能と述べている。

### 関連するサービス展開
2022年2月10日にはカルチュア・エンタテインメントより、本作の発売を記念したTカードの予約が開始された。Tカードは2月22日より、全国のTSUTAYAと旭屋書店にて発行された。2023年1月29日には新宿文化センターにて、本作のイベントが開催された。
本作はコラボレーションを実施している。2022年2月5日からドン・キホーテとのコラボレーション第2弾として、対象商品の購入や抽選によるグッズ配布と、限定商品の販売を発表した。2月11日から3月27日まで開催される栃木県足利市にて開催される「戦国武将 足利長尾の武と美－その命脈は永遠に－」と原作とのコラボレーションの一環で、本作とのコラボレーションである市内周遊スタンプラリーが開催された。2月17日から3月3日にかけて、アニメイトカフェでは3店舗にてコラボカフェを開催するとして、限定メニューやグッズ販売が行われた。また、4月9日から4月25日にかけてコラボカフェの第2弾が開催された。3月18日に渋谷パルコにオープンしたオフィシャルショップのKOEI TECMO SPOTでも本作のグッズ販売が行われた。

### 小説
- 田中創 著、山田章博 挿絵『小説 刀剣乱舞無双』（ホーム社、2022年11月25日発売、ISBN 978-4-8342-5363-4）

オリジナルストーリーも収録した公式ノベライズ。

### 漫画
コミカライズが『漫画 刀剣乱舞無双』のタイトルで『月刊コミックジーン』（KADOKAWA）にて2024年4月号より連載されている。漫画はなしのきが担当。
- なしのき（漫画）・「刀剣乱舞ONLINE」より（原案） 『漫画 刀剣乱舞無双』 KADOKAWA〈MFコミックス ジーンシリーズ〉、既刊1巻（2025年3月27日現在）
  1. 2025年3月27日発売[114][115]、ISBN 978-4-04-684390-6

## 評価と反響
週刊ファミ通でのメーカーアンケートによると、本作は原作が好きな人と、無双シリーズやアクションゲームが好きな人を消費者としてターゲットに据えている。フリーライターの結木千尋は、無双シリーズの功績を本来ライトゲーマー層や若年層が高難易度故に手の出しにくかったアクションゲームのカジュアル化としている。その中で無双シリーズと人気IPのコラボレーション作品の成功は、コラボレーション先の作品への愛とリスペクトによるものだとして、発売前の本作に対して同様のものが見られる期待感を述べている。
Andriessenはゲームの評価について、プレイヤーの嗜好によって変わるとしている。プレイヤーが歴代の無双シリーズのファンの場合、戦闘が単調で操作キャラクターの武器も刀しかないことから、発売が予定されている「ファイアーエムブレム無双 風花雪月」を待った方がいいと述べている。しかし、プレイヤーが刀剣乱舞のファンである場合、本作を楽しめると述べている。『週刊ファミ通』レビュアーのウワーマンと本間ウララは、刀剣乱舞のファンであれば本作は必見と述べている。ライターのアサミリナは15人の3Dモデルの作り込みから、登場する中に1人でも好きな刀剣男士がいるのであればプレイすべきと明言している。Erskineは、本作は原作を好む人や無双の新作に飢えている人には適しているが、それ以外の人には強い魅力を持たないとの考えを述べている。
シナリオについて、Erskineは、無双シリーズであることを加味しても奇妙でナンセンスだと評している。『everyeye.it』のライターであるAntonello "Kirito" Belloは本作のシナリオについて、プレイヤーを混乱させるような失敗作で、つまらなかったと述べている。Belloはこれについて、ある程度前提である世界観の理解が必要なことや、ゲームのミッションそのものが単純でプレイヤーを飽きさせてしまい、ミッションを繋ぐダイアログが機能していないと言及している。一方で『GameSpew』のライターであるRichard Seagraveは本作のシナリオについて、面白さの源泉となっており、またシリーズに詳しくなくとも楽しめると評している。
グラフィックについて、『週刊ファミ通』レビュアーのジゴロ☆芦田は映像表現が美しいと述べている。AndriessenはPlayStation 3時代のものでキャラクターがコトブキヤのフィギュアのように見え、フォトモードで魅力的に映せないと述べている。Belloはキャラクターモデルについてトゥーンレンダリングを評価しているものの、キャラクターデザインとポリゴンモデルは旧式のものだと不満を述べている。また質素な風景や敵のポップアップ効果に加え、アンチエイリアシングフィルタの様子から、時代遅れだとも述べている。Erskineは、グラフィックが素晴らしいわけではないものの、数年前に発売されたハードでもフレームレートが低下しなかった点など、パフォーマンスを評価した。『GamerBraves』のライターであるKitはキャラクターモデルや物理演算を、たまにバグが発生するとしつつも評価している。
フォトモードについて、怪しい隣人は機能が充実しているとして、本編より写真に力を入れるユーザーが出るとの考えを述べている。ウワーマンはアクションや負傷が記録できるフォトモードを評価し、本間はアクションの他刀剣男士の細かい動作に着目している。アサミリナはフォトモードの充実ぶりから、本作のコンテンツがフォトモードに集約されると、極論である可能性には触れつつも言及している。Kitはカメラワークについて難を示している。
本作での刀剣男士たちのアクションについて、『週刊ファミ通』ではレビュアーの4人とも好意的な評価をしている。本間は簡単モードについて、自分の手で刀剣男士が華麗な動きを見せることについて喜びつつも、自分の普段のプレイスタイルについて考えることにもなったと述べている。Erskineは戦闘が単調で、徐々に飽きるとの感想を述べた。『Reno Gazette Journal』ライターのJason Hidalgoはボタンの組み合わせによって強攻撃の種類が変わることから、特定のコンボに縛られずに戦闘ができると述べている。
アクションゲーム初心者に対する配慮について、芦田はアクションゲームに不慣れなユーザーへのフォローが充実していると評している。ウワーマンは簡単モードについて、手軽に遊びたい際に重宝するとしている。ライターの怪しい隣人は、気軽に楽しめる点から簡単モードを考案した人物を絶賛したいと述べている。また怪しい隣人は過去に無双シリーズをプレイしていたものの、シリーズ作品が増えるにつれてシステムが複雑化したことでシリーズから離れたことを踏まえて、かつて無双シリーズを遊んでいた人にも本作は楽しめると述べている。その一方で、高難易度のゲームクリアを目指す人に本作は向かないとする考えを述べている。それぞれの難易度設定と操作設定を試したアサミリナは、簡単モードかつ難易度が易しいであればアクションゲーム初心者でもストーリークリアが可能と評し、通常モードの難易度が普通であれば、他の無双シリーズと比べて難易度は低めと評している。通常モードの難易度難しいであれば、アクションゲームとして手ごたえがでるものの、アサミリナは難易度でベリーハードに当たるものが欲しいと述べている。
ゲーム性について、ウワーマンは無双シリーズならではの爽快感はあるが、その一方でシリーズとしての新鮮味が弱いことに触れている。『週刊ファミ通』レビュアーのローリング内沢は、ユーザーインターフェースの感触やゲームの爽快感を褒めつつ、アクションは他の無双シリーズと変わらないと評している。芦田はマップの規模の小ささについて、ファン層に向けた調整と捉えている。また、アサミリナはロード時間の改善について要望を述べている。Belloは本作が今までの無双シリーズと異なる、進化と逆の方向に進んでいるとして、予算が不足していた可能性を指摘している。またBelloはシリーズで恒例の領土の拡大などが失われ、新しい要素が追加されていないため、ゲームがボタン連打で済む単調なものになったと述べている。 Hidalgoは本作は戦闘に飽きないようステルスゲームとしての要素を持っているものの、プレイヤーにとってゲームの新鮮さを保つためにさらに改善できたのではないかと述べている。育成についてErskineは、短時間でできるため、ストレスが少ないと述べている。Belloは育成について、資源が不足しているにもかかわらず、レベルアップ時のボーナスがないことについて言及している。
日本国外への展開で、『The Games Machine』ライターのEmanuele Feronatoはキャラクターの話す日本語が分からないため、字幕で表示される刀剣男士の戦闘中の会話を追うのに苦慮したと述べている。Hidalgoは字幕でも問題ないとしつつも、ローカライズされた音声がないことを残念がるプレイヤーの可能性に触れている。
開発チームは発売後もグッズ展開を進める他、続編についても制作したいと2022年2月の『週刊ファミ通』のインタビューでは述べている。また2022年1月に刊行された『Pash!』2022年2月号でも、庄と襟川が次回作への意欲を示している。DMM GAMESプロデューサーの稲垣順太は自身の一存では決められないとしつつも、幕末を舞台とした製品への期待を示している。